# 細川幸隆
細川 幸隆（ほそかわ ゆきたか）は、安土桃山時代から江戸時代初期にかけての武将。細川家の家臣。細川忠興の同母弟。

## 生涯
細川藤孝（幽斎）の三男として誕生。始めは僧にさせられ、天正10年（1582年）3月、京の愛宕山下坊・福寿院で得度し妙庵と名乗る。
天正11年（1583年）、父の命で還俗して細川家に戻った（「綿孝輯録」および「細川家記」。菩提寺の妙庵寺の「妙菴寺由緒」では天正19年（1591年））。
慶長5年（1600年）の関ヶ原の戦いでは東軍に参加した兄達の留守を父と共に守り、丹後国田辺城の戦いで田辺城に篭城して西軍と戦った。
同母兄・忠興が関ヶ原で功績を立て豊前国を拝領すると、慶長8年（1603年）2月竜王城（大分県宇佐市安心院町）城主となり1万石を忠興より与えられた。一方、刑部少輔の官職名を名乗ることから、父より和泉上守護家の家督を譲り受けたともされている。
慶長12年（1607年）、37歳で死去した。墓所は妙菴寺（宇佐市安心院町）。

## 系譜
- 父：細川藤孝（1534年 - 1610年）
- 母：沼田麝香（1544年 - 1618年） - 沼田光兼娘
- 妻：不詳
- 生母不明の子女
  - 女子：兼 - 筑紫重門室
- 継承者
  - 男子：細川興孝 - 長岡刑部家初代、細川忠興の五男